# Adele Mara
Adele Mara, pseudonimo di Adelaide Delgado (Highland Park, 28 aprile 1923 – Pacific Palisades, 7 maggio 2010), è stata un'attrice statunitense.

## Biografia
Bionda e celebre pin up durante gli anni della seconda guerra mondiale, Adele Mara aveva ascendenze spagnole. Debuttò sugli schermi cinematografici all'inizio degli anni quaranta e recitò in numerose pellicole brillanti del periodo, in ruoli spesso non accreditati. Tra i titoli a cui prese parte, da ricordare il musical Non sei mai stata così bella (1942), nel ruolo di Lita Acuña, accanto a Fred Astaire e Rita Hayworth, il film bellico I conquistatori dei sette mari (1944), interpretato da John Wayne e Susan Hayward, il noir L'incubo del passato (1943), e il cortometraggio I Can Hardly Wait, in cui impersonò una receptionist accanto al gruppo comico I tre marmittoni.
Nella seconda metà del decennio l'attrice lavorò intensamente e interpretò pellicole dei più svariati generi, dai melodrammi come Non ti appartengo più (1946), ai western come L'eroica legione (1948), Frecce avvelenate (1950) e Il sentiero degli Apaches (1950), al film d'avventura come Angelo in esilio (1948), e al film bellico come Iwo Jima, deserto di fuoco (1949), che ottenne ottimi consensi dalla critica. In questo film, come nei precedenti Fiamme a San Francisco (1945) e La strega rossa (1948), la Mara ebbe come partner ancora John Wayne.
All'inizio degli anni cinquanta l'attrice apparve ancora in film d'avventura come La lama di Toledo (1950) e I pirati di Barracuda (1951), dopodiché debuttò sul piccolo schermo e per il resto del decennio la sua carriera proseguì con partecipazioni a serie televisive di successo, come Adventures of Falcon (1954-1955), Le avventure di Rin Tin Tin (1956), Indirizzo permanente (1959-1960) e Maverick (1958-1960).
Dall'inizio degli anni sessanta la Mara diradò le proprie apparizioni televisive e, dopo la partecipazione a un episodio della serie L'ora di Hitchcock (1962), rimase lontana dalle scene per un decennio. Riapparve nel 1972 in una puntata della serie Jefferson Keyes e concluse la propria carriera con un'ultima apparizione nella serie Wheels nel 1978, per poi ritirarsi definitivamente.

## Vita privata
Adele Mara sposò nel 1952 lo scrittore e produttore televisivo Roy Huggins, dal quale ebbe tre figli, John, Thomas e James Patrick. Il matrimonio durò fino alla morte di Huggins, avvenuta nel 2002.
L'attrice morì il 7 maggio 2010, all'età di 87 anni, per cause naturali.

## Filmografia

### Cinema
- Navy Blues, regia di Lloyd Bacon (1941)
- Honolulu Lu, regia di Charles Barton (1941) – scene cancellate
- Blondie Goes to College, regia di Frank R. Strayer (1942)
- Shut My Big Mouth, regia di Charles Barton (1942)
- Alias Boston Blackie, regia di Lew Landers (1942)
- Vengeance of the West, regia di Lambert Hillyer (1942)
- Lucky Legs, regia di Charles Barton (1942)
- Kiss and Wake Up, regia di Jules White (1942) - cortometraggio
- Non sei mai stata così bella (You Were Never Lovelier), regia di William A. Seiter (1942)
- The Great Glover, regia di Jules White (1942) - cortometraggio
- Reveille with Beverly, regia di Charles Barton (1943)
- Riders of the Northwest Mounted, regia di William Berke (1943)
- Socks Appeal, regia di Harry Edwards (1943) - cortometraggio
- Rita la rossa (Redhead from Manhattan), regia di Lew Landers (1943)
- His Girl's Worst Friend, regia di Jules White (1943) - cortometraggio
- Back from the Front, regia di Jules White (1943) - cortometraggio
- L'incubo del passato (Crime Doctor), regia di Michael Gordon (1943)
- Good Luck, Mr. Yates, regia di Ray Enright (1943)
- I Can Hardly Wait, regia di Jules White (1943) - cortometraggio
- Farmer for a Day, regia di Jules White (1943) - cortometraggio
- A Rookie's Cookie, regia di Jules White (1943) - cortometraggio
- I conquistatori dei sette mari (The Fighting Seabees), regia di Edward Ludwig (1944)
- Call of the South Seas, regia di John English (1944)
- Atlantic City, regia di Ray McCarey (1944)
- Faces in the Fog, regia di John English (1944)
- Thoroughbreds, regia di George Blair (1944)
- Grissly's Millions, regia di John English (1945)
- Earl Carroll Vanities, regia di Joseph Santley (1945)
- The Vampire's Ghost, regia di Leslie Selander (1945)
- Fiamme a San Francisco (Flame of Barbary Coast), regia di Joseph Kane (1945)
- Bells of Rosarita, regia di Frank McDonald (1945)
- Girls of the Big House, regia di George Archainbaud (1945)
- The Tiger Woman, regia di Philip Ford (1945)
- Song of Mexico, regia di James A. Fitzpatrick (1945)
- A Guy Could Change, regia di William K. Howard (1946)
- The Catman of Paris, regia di Leslie Selander (1946)
- Passkey to Danger, regia di Leslie Selander (1946)
- Traffic in Crime, regia di Leslie Selander (1946)
- Night Train to Memphis, regia di Leslie Selander (1946)
- The Inner Circle, regia di Philip Ford (1946)
- The Last Crooked Mile, regia di Philip Ford (1946)
- The Invisible Informer, regia di Philip Ford (1946)
- The Magnificent Rogue, regia di Albert S. Rogell (1946)
- Non ti appartengo più (I've Always Loved You), regia di Frank Borzage (1946)
- Twilight on the Rio Grande, regia di Frank McDonald (1947)
- Web of Danger, regia di Philip Ford (1947)
- The Trespasser, regia di George Blair (1947)
- Robin Hood of Texas, regia di Leslie Selander (1947)
- Blackmail, regia di Leslie Selander (1947)
- Exposed, regia di George Blair (1947)
- The Main Street Kid, regia di R.G. Springsteen (1948)
- Campus Honeymoon, regia di Richard Sale (1948)
- L'eroica legione (The Gallant Legion), regia di Joseph Kane (1948)
- I, Jane Doe, regia di John H. Auer (1948)
- Angelo in esilio (Angel in Exile), regia di Allan Dwan e Philip Ford (1948)
- Night Time in Nevada, regia di William Witney (1948)
- La strega rossa (Wake of the Red Witch), regia di Edward Ludwig (1948)
- Iwo Jima, deserto di fuoco (Sands of Iwo Jima), regia di Allan Dwan (1949)
- Frecce avvelenate (Rock Island Trail), regia di Joseph Kane (1950)
- La lama di Toledo (The Avengers), regia di John H. Auer (1950)
- Il sentiero degli Apaches (California Passage), regia di Joseph Kane (1950)
- I pirati di Barracuda (The Sea Hornet), regia di Joseph Kane (1951)
- Le ore sono contate (Count the Hours), regia di Don Siegel (1953)
- Ritorno dall'eternità (Back from Eternity), regia di John Farrow (1956)
- La banda della frusta nera (The Black Whip), regia di Charles Marquis Warren (1956)
- Curse of the Faceless Man, regia di Edward L. Cahn (1958)
- Il grande circo (The Big Circus), regia di Joseph M. Newman (1959)

### Televisione
- The Lone Wolf – serie TV, episodi 1x16-1x25 (1954)
- Adventures of Falcon – serie TV, episodi 1x08-1x12-1x34 (1954-1955)
- I segreti della metropoli (Big Town) – serie TV, episodio 5x21 (1955)
- Soldiers of Fortune – serie TV, episodio 1x08 (1955)
- Studio 57 – serie TV, episodio 2x04 (1955)
- The Millionaire – serie TV, episodio 2x22 (1956)
- Le avventure di Rin Tin Tin (The Adventures of Rin Tin Tin) – serie TV, episodi 2x19-2x35 (1956)
- Conflict – serie TV, episodio 1x11 (1957)
- Meet Mr. McGraw – serie TV, episodio 1x11 (1957)
- Disneyland – serie TV, episodi 4x04-4x06 (1957)
- Casey Jones – serie TV, episodio 1x21 (1957)
- Cheyenne – serie TV, episodi 1x04-1x13-3x20 (1955-1958)
- Bat Masterson – serie TV, episodio 1x01 (1958)
- Tales of Wells Fargo – serie TV, episodio 3x19 (1959)
- Westinghouse Desilu Playhouse – serie TV, episodio 2x04 (1959)
- Indirizzo permanente (77 Sunset Strip) – serie TV, episodi 1x17-2x01-2x14 (1959-1960)
- Maverick – serie TV, episodi 1x27-2x14-3x16  (1958-1960)
- Laramie – serie TV, episodio 1x18 (1960)
- Markham – serie TV, episodi 1x25-1x39 (1959-1960)
- Carovana (Stagecoach West) – serie TV, episodio 1x19 (1961)
- Ispettore Dante (Dante) – serie TV, episodio 1x20 (1961)
- The Red Skelton Show – serie TV, episodio 10x18 (1961)
- Bringing Up Buddy – serie TV, episodio 1x23 (1961)
- Lock-Up – serie TV, episodio 2x31 (1961)
- Bachelor Father – serie TV, episodio 4x36 (1961)
- Le leggendarie imprese di Wyatt Earp (The Life and Legend of Wyatt Earp) – serie TV, episodi 3x36-6x34 (1958-1961)
- Thriller – serie TV, episodio 2x01 (1961)
- The Tall Man – serie TV, episodio 2x36 (1962)
- L'ora di Hitchcock (The Alfred Hitchcock Hour) – serie TV, episodio 1x08 (1962)
- Jefferson Keyes (Cool Million) – serie TV, 4 episodi (1972)
- Wheels – serie TV, episodio 1x01 (1978)

## Doppiatrici italiane
- Dhia Cristiani in Non sei mai stata così bella, Il grande circo, La lama di Toledo
- Rosetta Calavetta in La strega rossa
- Miranda Bonansea in Iwo Jima deserto di fuoco
- Renata Marini in Il sentiero degli apaches
- Rina Morelli in Frecce avvelenate
- Fiorella Betti in Ritorno dall'eternità